# Stoenești (Giurgiu)
Pour les articles homonymes, voir Stoenești.
Stoenești est une commune du județ de Giurgiu en Roumanie.

## Démographie
En 2021, la population était de 1 930 habitants.